# Vízilabda az 1964. évi nyári olimpiai játékokon
Az 1964. évi nyári olimpiai játékokon a vízilabdatorna az újkori olimpiák történetében tizennegyedszer került a hivatalos programba. A tornát október 11. és október 18. között rendezték. Csak férfi torna volt, melyen 13 nemzet csapata vett részt. A címvédő az olasz válogatott volt, a tornát a magyar csapat nyerte.

## Éremtáblázat
(Magyarország csapata eltérő háttérszínnel, az egyes számoszlopok legmagasabb értéke, vagy értékei vastagítással kiemelve.)
| Az 1964. évi nyári olimpiai játékok éremtáblázata vízilabdában | Az 1964. évi nyári olimpiai játékok éremtáblázata vízilabdában | Az 1964. évi nyári olimpiai játékok éremtáblázata vízilabdában | Az 1964. évi nyári olimpiai játékok éremtáblázata vízilabdában | Az 1964. évi nyári olimpiai játékok éremtáblázata vízilabdában | Olimpia  |
| -------------------------------------------------------------- | -------------------------------------------------------------- | -------------------------------------------------------------- | -------------------------------------------------------------- | -------------------------------------------------------------- | -------- |
|                                                                | Ország                                                         | Arany                                                          | Ezüst                                                          | Bronz                                                          | Összesen |
| 1.                                                             | Magyarország (HUN)                                             | 1                                                              | 0                                                              | 0                                                              | 1        |
| 2.                                                             | Jugoszlávia (YUG)                                              | 0                                                              | 1                                                              | 0                                                              | 1        |
| 3.                                                             | Szovjetunió (URS)                                              | 0                                                              | 0                                                              | 1                                                              | 1        |
|                                                                |                                                                |                                                                |                                                                |                                                                |          |
| Összesen                                                       | Összesen                                                       | 1                                                              | 1                                                              | 1                                                              | 3        |

## Érmesek
| Az 1964. évi nyári olimpiai játékok érmesei vízilabdában | Az 1964. évi nyári olimpiai játékok érmesei vízilabdában | Az 1964. évi nyári olimpiai játékok érmesei vízilabdában | Az 1964. évi nyári olimpiai játékok érmesei vízilabdában |
| Arany | Ezüst | Bronz |                                                          |
| Magyarország | Jugoszlávia | Szovjetunió |                                                          |
| --- | --- | --- | -------------------------------------------------------- |
| Ambrus Miklós Felkai László Konrád János Dömötör Zoltán Kanizsa Tivadar Rusorán Péter Kárpáti György Mayer Mihály Gyarmati Dezső Pócsik Dénes Bodnár András Boros Ottó | Milan Muškatirović Ivo Trumbić Vinko Rosić Zlatko Šimenc Božidar Stanišić Ante Nardeli Zoran Janković Mirko Sandić Frane Nonković Ozren Bonačić Karlo Stipanić | Igor Grabovszkij Vlagyimir Kuznyecov Borisz Grisin Borisz Popov Nyikolaj Kalasnyikov Zenon Bortkevics Nyikolaj Kuznyecov Vlagyimir Szemjonov Viktor Agejev Leonyid Oszipov Eduard Jegorov |                                                          |

## Lebonyolítás
A 13 csapatot 4 csoportba osztották. Az egyik csoportban 4, a másik háromban csak 3 csapat szerepelt. A csoportkörből az első két helyezett jutott a középdöntőbe. A középdöntőben az A- és B csoport első két helyezettje, valamint a C- és D csoport első két helyezettje újabb csoportot alkotott, de a csapatok az egymás elleni eredményeket a csoportkörből magukkal vitték. A középdöntő két csoportjának első két helyezettje jutott a négyes döntőbe, a harmadik és negyedik helyezettek pedig egy helyosztó csoportba kerültek. A négyes döntőben és a helyosztó csoportban újabb körmérkőzéseket rendeztek, de a csapatok az egymás elleni eredményeket a középdöntőből hozták magukkal. A négyes döntő, valamint a helyosztó csoport végeredménye lett a torna végső sorrendje.

## Csoportkör
| Színmagyarázat |
| --- |
| A csoportok első két helyezettje bejutott a középdöntőbe. Az A csoport és B csoport első két helyezettje, valamint a C csoport és D csoport első két helyezettje azonos csoportba került. |
| A csoportok harmadik és negyedik helyezettjei kiestek. |

### A csoport
| Csapat            | M | Gy | D | V | G+ | G– | Gk | P |
| ----------------- | - | -- | - | - | -- | -- | -- | - |
| Olaszország (ITA) | 2 | 2  | 0 | 0 | 9  | 6  | +3 | 4 |
| Románia (ROU)     | 2 | 1  | 0 | 1 | 12 | 8  | +4 | 2 |
| Japán (JPN)       | 2 | 0  | 0 | 2 | 7  | 14 | –7 | 0 |

| 1964. október 11. 11:10 | Olaszország (ITA)    | 4 – 3 | Románia (ROU) |  |
| 1964. október 11. 11:10 | (2–0, 0–2, 2–0, 0–1) |       |               |  |
| 1964. október 11. 11:10 | Pizzo 3              |       | Grinţescu 2   |  |

| 1964. október 12. 10:00 | Olaszország (ITA)    | 5 – 3 | Japán (JPN) |  |
| 1964. október 12. 10:00 | (3–1, 1–0, 0–1, 1–1) |       |             |  |
| 1964. október 12. 10:00 | Pizzo 2              |       | Takeucsi 2  |  |

| 1964. október 13. 11:10 | Japán (JPN)          | 4 – 9 | Románia (ROU) |  |
| 1964. október 13. 11:10 | (1–1, 2–3, 0–2, 1–3) |       |               |  |
| 1964. október 13. 11:10 | Simizu 2             |       | Zahan 3       |  |

### B csoport
| Csapat                      | M | Gy | D | V | G+ | G– | Gk | P |
| --------------------------- | - | -- | - | - | -- | -- | -- | - |
| Szovjetunió (URS)           | 2 | 2  | 0 | 0 | 9  | 2  | +7 | 4 |
| Egyesült Német Csapat (EUA) | 2 | 1  | 0 | 1 | 5  | 4  | +1 | 2 |
| Ausztrália (AUS)            | 2 | 0  | 0 | 2 | 1  | 9  | –8 | 0 |

| 1964. október 11. 16:30 | Szovjetunió (URS)         | 6 – 0 | Ausztrália (AUS) |  |
| 1964. október 11. 16:30 | (1–0, 1–0, 2–0, 2–0)      |       |                  |  |
| 1964. október 11. 16:30 | V. Kuznyecov, Szemjonov 2 |       |                  |  |

| 1964. október 12. 11:10 | Szovjetunió (URS)    | 3 – 2 | Egyesült Német Csapat (EUA) |  |
| 1964. október 12. 11:10 | (1–2, 0–0, 1–0, 1–0) |       |                             |  |
| 1964. október 12. 11:10 | Bortkevics 2         |       | Vohs 2                      |  |

| 1964. október 13. 16:30 | Ausztrália (AUS)     | 1 – 3 | Egyesült Német Csapat (EUA) |  |
| 1964. október 13. 16:30 | (0–1, 1–0, 0–2, 0–0) |       |                             |  |
| 1964. október 13. 16:30 | Mills 1              |       | három játékos 1             |  |

### C csoport
| Csapat                 | M | Gy | D | V | G+ | G– | Gk  | P |
| ---------------------- | - | -- | - | - | -- | -- | --- | - |
| Jugoszlávia (YUG)      | 3 | 3  | 0 | 0 | 17 | 3  | +14 | 6 |
| Hollandia (NED)        | 3 | 2  | 0 | 1 | 11 | 13 | –2  | 4 |
| Egyesült Államok (USA) | 3 | 1  | 0 | 2 | 12 | 9  | +3  | 2 |
| Brazília (BRA)         | 3 | 0  | 0 | 3 | 3  | 18 | –15 | 0 |

| 1964. október 11. 10:00 | Brazília (BRA)       | 2 – 3 | Hollandia (NED) |  |
| 1964. október 11. 10:00 | (1–1, 0–1, 0–0, 1–1) |       |                 |  |
| 1964. október 11. 10:00 | Santos, Szabó 1      |       | három játékos 1 |  |

| 1964. október 11. 18:50 | Jugoszlávia (YUG)    | 2 – 1 | Egyesült Államok (USA) |  |
| 1964. október 11. 18:50 | (1–1, 0–0, 0–0, 1–0) |       |                        |  |
| 1964. október 11. 18:50 | Rosić, Janković 1    |       | Cole 1                 |  |

| 1964. október 12. 17:40 | Jugoszlávia (YUG)    | 7 – 2 | Hollandia (NED)    |  |
| 1964. október 12. 17:40 | (1–0, 2–2, 1–0, 3–0) |       |                    |  |
| 1964. október 12. 17:40 | Rosić, Nardeli 2     |       | Leenards, Muller 1 |  |

| 1964. október 12. 18:50 | Egyesült Államok (USA) | 7 – 1 | Brazília (BRA) |  |
| 1964. október 12. 18:50 | (1–0, 1–0, 3–0, 2–1)   |       |                |  |
| 1964. október 12. 18:50 | Crawford 3             |       | Szabó 1        |  |

| 1964. október 13. 10:00 | Jugoszlávia (YUG)    | 8 – 0 | Brazília (BRA) |  |
| 1964. október 13. 10:00 | (3–0, 0–0, 4–0, 1–0) |       |                |  |
| 1964. október 13. 10:00 | Šimenc, Sandić 2     |       |                |  |

| 1964. október 13. 18:50 | Egyesült Államok (USA) | 4 – 6 | Hollandia (NED)        |  |
| 1964. október 13. 18:50 | (2–2, 0–3, 0–0, 2–1)   |       |                        |  |
| 1964. október 13. 18:50 | Cole 2                 |       | W. Vriend, H. Vriend 2 |  |

### D csoport
| Csapat                          | M | Gy | D | V | G+ | G– | Gk  | P |
| ------------------------------- | - | -- | - | - | -- | -- | --- | - |
| Magyarország (HUN)              | 2 | 2  | 0 | 0 | 16 | 1  | +15 | 4 |
| Belgium (BEL)                   | 2 | 1  | 0 | 1 | 8  | 10 | –2  | 2 |
| Egyesült Arab Köztársaság (RAU) | 2 | 0  | 0 | 2 | 6  | 19 | –13 | 0 |

| 1964. október 11. 17:40 | Magyarország (HUN)   | 11 – 1 | Egyesült Arab Köztársaság (RAU) |  |
| 1964. október 11. 17:40 | (2–1, 3–0, 2–1, 4–0) |        |                                 |  |
| 1964. október 11. 17:40 | Felkai, Rusorán 2    |        | Abdel Rahman 1                  |  |

| 1964. október 12. 11:10 | Magyarország (HUN)   | 5 – 0 | Belgium (BEL) |  |
| 1964. október 12. 11:10 | (0–0, 2–0, 3–0, 0–0) |       |               |  |
| 1964. október 12. 11:10 | öt játékos 1         |       |               |  |

| 1964. október 13. 16:30 | Egyesült Arab Köztársaság (RAU) | 5 – 8 | Belgium (BEL) |  |
| 1964. október 13. 16:30 | (1–2, 3–3, 1–2, 0–1)            |       |               |  |
| 1964. október 13. 16:30 | Abdel Rahman 2                  |       | Dumont 4      |  |

## Középdöntő
| Színmagyarázat                                                             |
| -------------------------------------------------------------------------- |
| A csoportok első két helyezettje bejutott a négyes döntőbe.                |
| A csoportok harmadik és negyedik helyezettjei az 5–8. helyért játszhattak. |

### A/B csoport
A táblázat tartalmazza
- az A csoportban lejátszott Olaszország – Románia 4–3-as és
- a B csoportban lejátszott Szovjetunió – Egyesült Német Csapat 3–2-es eredményét is.

| Csapat                      | M | Gy | D | V | G+ | G– | Gk | P |
| --------------------------- | - | -- | - | - | -- | -- | -- | - |
| Szovjetunió (URS)           | 3 | 2  | 1 | 0 | 7  | 4  | +3 | 5 |
| Olaszország (ITA)           | 3 | 2  | 0 | 1 | 6  | 6  | 0  | 4 |
| Románia (ROU)               | 3 | 1  | 1 | 1 | 10 | 10 | 0  | 3 |
| Egyesült Német Csapat (EUA) | 3 | 0  | 0 | 3 | 7  | 10 | –3 | 0 |

| 1964. október 14. 14:16 | Olaszország (ITA)    | 0 – 2                      | Szovjetunió (URS) |  |
| 1964. október 14. 14:16 | (0–1, 0–1, 0–0, 0–0) |                            |                   |  |
| 1964. október 14. 14:16 |                      | Ny. Kuznyecov, Szemjonov 1 |                   |  |

| 1964. október 14. 15:20 | Románia (ROU)        | 5 – 4 | Egyesült Német Csapat (EUA) |  |
| 1964. október 14. 15:20 | (0–0, 1–1, 2–0, 2–3) |       |                             |  |
| 1964. október 14. 15:20 | öt játékos 1         |       | négy játékos 1              |  |

| 1964. október 15. 13:00 | Olaszország (ITA)    | 2 – 1 | Egyesült Német Csapat (EUA) |  |
| 1964. október 15. 13:00 | (0–0, 0–0, 1–0, 1–1) |       |                             |  |
| 1964. október 15. 13:00 | Cevasco, Spinola 1   |       | Schlenkrich 1               |  |

| 1964. október 15. 18:50 | Szovjetunió (URS)     | 2 – 2 | Románia (ROU) |  |
| 1964. október 15. 18:50 | (0–0, 1–1, 1–0, 0–1)  |       |               |  |
| 1964. október 15. 18:50 | Kalasnyikov, Agejev 1 |       | Zahan 2       |  |

### C/D csoport
A táblázat tartalmazza
- a C csoportban lejátszott Jugoszlávia – Hollandia 7–2-es és
- a D csoportban lejátszott Magyarország – Belgium 5–0-s eredményét is.

| Csapat             | M | Gy | D | V | G+ | G– | Gk  | P |
| ------------------ | - | -- | - | - | -- | -- | --- | - |
| Jugoszlávia (YUG)  | 3 | 2  | 1 | 0 | 17 | 8  | +9  | 5 |
| Magyarország (HUN) | 3 | 2  | 1 | 0 | 15 | 9  | +6  | 5 |
| Hollandia (NED)    | 3 | 1  | 0 | 2 | 14 | 18 | –4  | 2 |
| Belgium (BEL)      | 3 | 0  | 0 | 3 | 7  | 18 | –11 | 0 |

| 1964. október 14. 10:00 | Magyarország (HUN)   | 6 – 5 | Hollandia (NED) |  |
| 1964. október 14. 10:00 | (3–0, 1–2, 1–1, 1–2) |       |                 |  |
| 1964. október 14. 10:00 | Dömötör, Rusorán 2   |       | der Voet 3      |  |

| 1964. október 14. 13:00 | Jugoszlávia (YUG)    | 6 – 2 | Belgium (BEL)          |  |
| 1964. október 14. 13:00 | (2–0, 2–1, 1–0, 1–1) |       |                        |  |
| 1964. október 14. 13:00 | Stanišić 2           |       | D'Osterlinck, Dumont 1 |  |

| 1964. október 15. 15:20 | Hollandia (NED)      | 7 – 5 | Belgium (BEL) |  |
| 1964. október 15. 15:20 | (3–2, 2–1, 0–1, 2–1) |       |               |  |
| 1964. október 15. 15:20 | der Voet 3           |       | Pickers 2     |  |

| 1964. október 15. 19:20 | Jugoszlávia (YUG)    | 4 – 4 | Magyarország (HUN) |  |
| 1964. október 15. 19:20 | (3–0, 0–3, 1–0, 0–1) |       |                    |  |
| 1964. október 15. 19:20 | Sandić 2             |       | Kárpáti 2          |  |

## Az 5–8. helyért
| 1964. október 17. 14:10 | Románia (ROU)        | 6 – 1 | Hollandia (NED) |  |
| 1964. október 17. 14:10 | (2–0, 1–1, 1–0, 2–0) |       |                 |  |
| 1964. október 17. 14:10 | Mărculescu 3         |       | W. Vriend 1     |  |

| 1964. október 17. 15:20 | Egyesült Német Csapat (EUA) | 5 – 3 | Belgium (BEL) |  |
| 1964. október 17. 15:20 | (0–1, 1–1, 1–1, 3–0)        |       |               |  |
| 1964. október 17. 15:20 | J. Thiel 3                  |       | De Wilde 2    |  |

| 1964. október 18. 13:50 | Románia (ROU)        | 3 – 5 | Belgium (BEL) |  |
| 1964. október 18. 13:50 | (0–1, 1–1, 0–1, 2–2) |       |               |  |
| 1964. október 18. 13:50 | három játékos 1      |       | Dumont 2      |  |

| 1964. október 18. 14:40 | Egyesült Német Csapat (EUA) | 5 – 4 | Hollandia (NED) |  |
| 1964. október 18. 14:40 | (0–1, 2–0, 0–1, 3–2)        |       |                 |  |
| 1964. október 18. 14:40 | Vohs 3                      |       | der Voet 2      |  |

Végeredmény
A táblázat tartalmazza
- a középdöntőben lejátszott Románia – Egyesült Német Csapat 5–4-es és
- a középdöntőben lejátszott Hollandia – Belgium 7–5-ös eredményét is.

| Csapat                      | M | Gy | D | V | G+ | G– | Gk | P |
| --------------------------- | - | -- | - | - | -- | -- | -- | - |
| Románia (ROU)               | 3 | 2  | 0 | 1 | 14 | 10 | +4 | 4 |
| Egyesült Német Csapat (EUA) | 3 | 2  | 0 | 1 | 14 | 12 | +2 | 4 |
| Belgium (BEL)               | 3 | 1  | 0 | 2 | 13 | 15 | –2 | 2 |
| Hollandia (NED)             | 3 | 1  | 0 | 2 | 12 | 16 | –4 | 2 |

## Négyes döntő
| 1964. október 17. 13:00 | Olaszország (ITA)    | 1 – 3 | Magyarország (HUN) |  |
| 1964. október 17. 13:00 | (0–0, 1–0, 0–2, 0–1) |       |                    |  |
| 1964. október 17. 13:00 | Cevasco 1            |       | három játékos 1    |  |

| 1964. október 17. 19:30 | Jugoszlávia (YUG)    | 2 – 0 | Szovjetunió (URS) |  |
| 1964. október 17. 19:30 | (0–0, 0–0, 2–0, 0–0) |       |                   |  |
| 1964. október 17. 19:30 | Janković 2           |       |                   |  |

| 1964. október 18. 13:00 | Olaszország (ITA)    | 1 – 2 | Jugoszlávia (YUG)  |  |
| 1964. október 18. 13:00 | (0–1, 0–1, 0–0, 1–0) |       |                    |  |
| 1964. október 18. 13:00 | Spinola 1            |       | Janković, Sandić 1 |  |

| 1964. október 18. 16:00 | Szovjetunió (URS)     | 2 – 5 | Magyarország (HUN) |  |
| 1964. október 18. 16:00 | (0–1, 2–0, 0–1, 0–3)  |       |                    |  |
| 1964. október 18. 16:00 | Kalasnyikov, Agejev 1 |       | Felkai, Dömötör 2  |  |

Végeredmény
A táblázat tartalmazza
- a középdöntőben lejátszott Olaszország – Szovjetunió 0–2-es és
- a középdöntőben lejátszott Jugoszlávia – Magyarország 4–4-es eredményét is.

| Csapat             | M | Gy | D | V | G+ | G– | Gk | P |
| ------------------ | - | -- | - | - | -- | -- | -- | - |
| Magyarország (HUN) | 3 | 2  | 1 | 0 | 12 | 7  | +5 | 5 |
| Jugoszlávia (YUG)  | 3 | 2  | 1 | 0 | 8  | 5  | +3 | 5 |
| Szovjetunió (URS)  | 3 | 1  | 0 | 2 | 4  | 7  | –3 | 2 |
| Olaszország (ITA)  | 3 | 0  | 0 | 3 | 2  | 7  | –5 | 0 |

| Az 1964. évi nyári olimpiai játékok férfi vízilabdatornájának olimpiai bajnoka |
| · MAGYARORSZÁG · 5. cím                                                        |
| ------------------------------------------------------------------------------ |

## Végeredmény
| Helyezés | Csapat                          | M | Gy | D | V | G+ | G– | Gk  | P  |
| -------- | ------------------------------- | - | -- | - | - | -- | -- | --- | -- |
| Arany    | Magyarország (HUN)              | 6 | 5  | 1 | 0 | 34 | 14 | +20 | 11 |
| Ezüst    | Jugoszlávia (YUG)               | 7 | 6  | 1 | 0 | 31 | 10 | +21 | 13 |
| Bronz    | Szovjetunió (URS)               | 6 | 3  | 1 | 2 | 15 | 11 | +4  | 7  |
| 4.       | Olaszország (ITA)               | 6 | 3  | 0 | 3 | 13 | 14 | –1  | 6  |
|          |                                 |   |    |   |   |    |    |     |    |
| 5.       | Románia (ROU)                   | 6 | 3  | 1 | 2 | 28 | 20 | +8  | 7  |
| 6.       | Egyesült Német Csapat (EUA)     | 6 | 3  | 0 | 3 | 20 | 18 | +2  | 6  |
| 7.       | Belgium (BEL)                   | 6 | 2  | 0 | 4 | 23 | 31 | –8  | 4  |
| 8.       | Hollandia (NED)                 | 7 | 3  | 0 | 4 | 28 | 35 | –7  | 6  |
|          |                                 |   |    |   |   |    |    |     |    |
| 9.       | Egyesült Államok (USA)          | 3 | 1  | 0 | 2 | 12 | 9  | +3  | 2  |
| 10.      | Japán (JPN)                     | 2 | 0  | 0 | 2 | 7  | 14 | –7  | 0  |
| 11.      | Ausztrália (AUS)                | 2 | 0  | 0 | 2 | 1  | 9  | –8  | 0  |
| 12.      | Egyesült Arab Köztársaság (RAU) | 2 | 0  | 0 | 2 | 7  | 19 | –12 | 0  |
| 13.      | Brazília (BRA)                  | 3 | 0  | 0 | 3 | 3  | 18 | –15 | 0  |